# Komunistický režim v Československu
Komunistický režim, komunistická diktatura nebo také komunistická totalita je označení pro období, po které v Československu vládla Komunistická strana Československa (KSČ). Zahájil je Únorový převrat (tzv. Vítězný únor nebo jen Únor) roku 1948 a ukončila sametová revoluce v listopadu 1989 (též Listopad). V této době bylo Československo součástí východního bloku („socialistického tábora“) a členským státem Varšavské smlouvy a RVHP. Během tohoto režimu, zvláště během prvních deseti let, byly statisíce lidí z politických důvodů uvězněny[zdroj?], internovány nebo umístěny do pracovních či koncentračních táborů či PTP a tisíce dalších se staly obětí justičních vražd nebo zemřely ve vězení či při pokusu o překonání železné opony.
Komunistický režim se v Československu vyznačoval absencí svobodných voleb (volby sice existovaly, měly však ryze formální charakter) a kolísající úrovní teroru. Nejtvrdší bylo období po převratu a první polovina 50. let, které bylo charakteristické používáním nejbrutálnějších metod stalinismu, včetně justičních vražd a vytváření koncentračních a pracovních táborů pro politické odpůrce a režimem označené „nespolehlivé občany“. Lidé, kteří s režimem nesouhlasili, měli v zásadě tři možnosti: být aktivní v disentu, emigrovat (což byl ovšem podle tehdejších zákonů trestný čin nedovoleného opuštění republiky, z komunistického Československa, ale přesto emigrovaly statisíce lidí) nebo tzv. vnitřní emigraci (německy innere Emigration), tzn. strategie „navenek spolupracovat, nebo alespoň nedělat problémy, a uvnitř si myslet svoje.“
Typické pro toto období bylo uplatňování modelu centrálně plánovaného hospodářství, nikoliv tržního hospodářství, tedy o tom, co se má vyrobit a v jakém množství, v podstatě rozhodovala strana a vláda, přesněji řečeno k tomu určené státní instituce (typicky plánovací komise, cenový úřad, odvětvová ministerstva) prostřednictvím plánů (tzv. pětiletky), nikoliv trh. Uvedené období pak bylo charakteristické nadprodukcí v určitých odvětvích, zejména těžkého průmyslu (např. oceli) a chronickým nedostatkem běžného spotřebního zboží (např. vložek), rovněž tak nízkou mírou zavádění inovací a celkovým zaostáváním, a to v podstatě obecně kvůli obavám z nedodržení plánu při větších změnách. Ještě v roce 1950 bylo HDP na hlavu v Československu vyšší než v sousedním Rakousku – v roce 1989 pak dosahoval tento ukazatel už jen 58 % Rakouska; přitom se uvádí, že těsně po druhé světové válce Rakousko zaostávalo za Československem o 28 let.
V roce 1993 přijal český parlament zákon o protiprávnosti komunistického režimu a o odporu proti němu, ve kterém byla Komunistická strana Československa označena za zločineckou a zavrženíhodnou organizaci. Obdobný zákon o nemorálnosti a protiprávnosti komunistického systému přijal slovenský parlament v roce 1996. V něm byl komunistický režim z let 1948–1989 označen za odsouzeníhodný a Komunistická strana Československa společně s Komunistickou stranou Slovenska označena za organizaci, která nezabránila svým členům a jejich pomocníkům páchat zločiny, a to i na lidských právech a svobodách.

## Historie

### Situace před únorem 1948
Československo bylo roku 1945 osvobozeno převážně sovětskými vojsky. Tato skutečnost nahrála komunistům, kteří v prvních poválečných parlamentních volbách v květnu 1946 získali 38 % hlasů. V červenci 1946 byla jmenována vláda Klementa Gottwalda a komunisté začali postupně obsazovat nejdůležitější posty ve státě. Přesto až do února 1948 v parlamentu i ve vládě měly většinu demokratické strany.

### Únor 1948
V únoru 1948 vrcholila vládní krize v Hradeckém programu KSČ. Program požadoval další znárodňování a rozparcelování statků nad 50 ha. Komunisté také dále pronikali na významná místa v silových složkách (8 členů vedení SNB nahrazeno komunisty). Na protest proti tomu podala 20. února většina nekomunistických ministrů demisi, ale někteří, například Jan Masaryk a Ludvík Svoboda, zůstali ve vládě. Odstoupivší předpokládali, že prezident Beneš demisi nepřijme, nebo jmenuje novou úřednickou vládu. To se ale nestalo a prezident 25. února demisi přijal. V těchto pěti dnech komunisté vyvíjeli na prezidenta silný nátlak organizováním demonstrací, stávek a nezákonným vyzbrojováním Lidových milicí. Studenti, kteří demonstrovali na podporu prezidenta Edvarda Beneše, byli surově zbiti v Nerudově ulici. Byla sestavena nová vláda Národní fronty v čele s Klementem Gottwaldem. Jediný nekomunistický ministr Jan Masaryk zemřel za nevyjasněných okolností 10. března 1948 na následky pádu z okna. Podle dobového vyšetřování se jednalo o sebevraždu, polistopadové vyšetřování ukazuje spíše na vraždu.

### 1948–1960

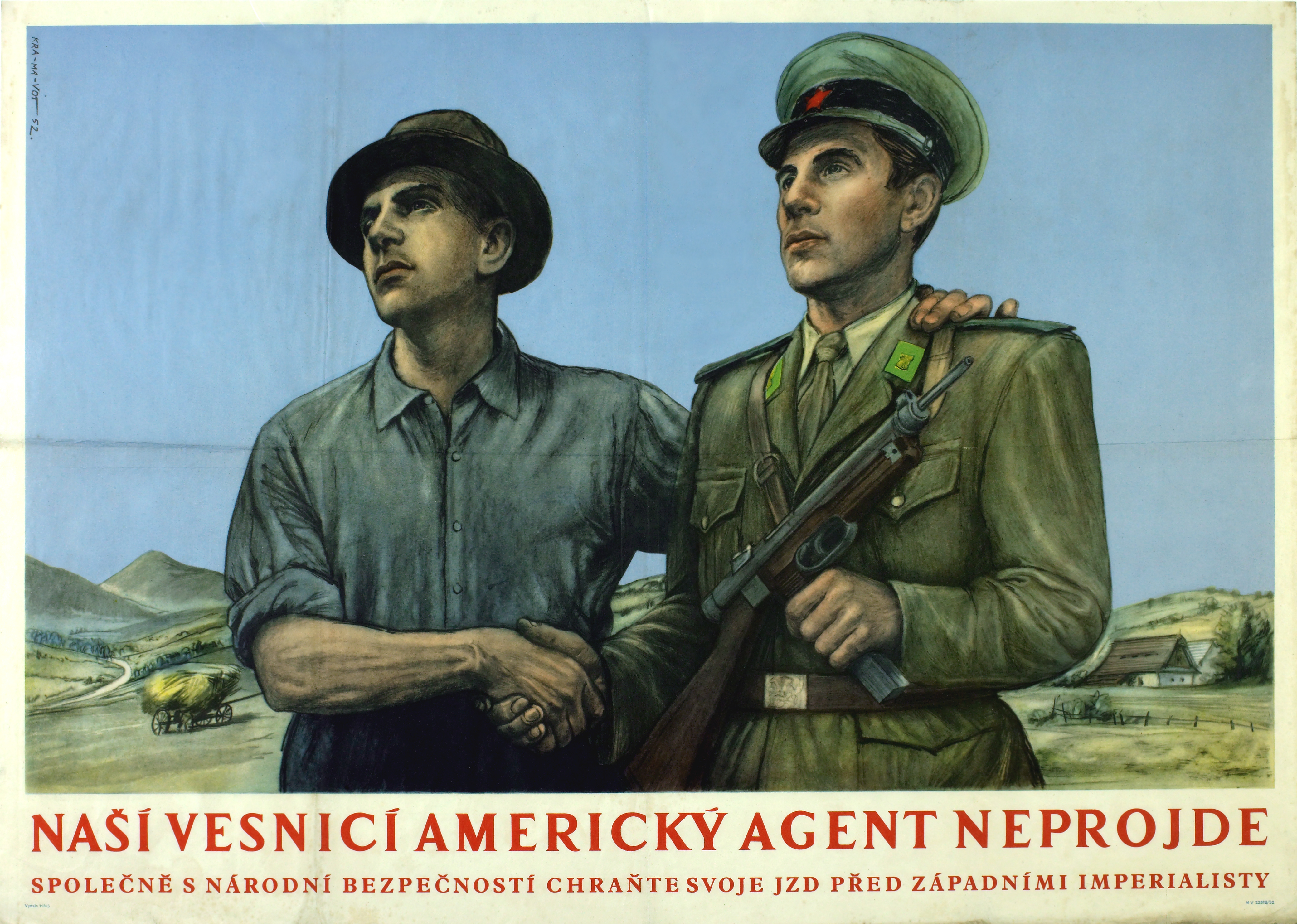
Budovatelský plakát z roku 1952

Už v březnu 1948 komunisté znárodnili podniky nad 50 zaměstnanců; poté socialistický sektor tvořil 66 % národního důchodu a 95 % průmyslové výroby. Rozdělili také statky nad 50 ha, vydali zákon o všeobecném zdravotním pojištění a provedli reformu školství. Probíhal masový nábor do KSČ. Sociální demokracie byla pohlcena a sloučena s KSČ. Počet lidí, kteří po únoru 1948 odešli do exilu, se odhaduje na 150 až 200 tisíc občanů.
V květnu 1948 se prezident Beneš ještě pokusil komunistům vzepřít, když odmítl podepsat novou československou ústavu, která rušila demokratické státní zřízení. Měsíc poté, 7. června 1948, abdikoval Beneš na úřad prezidenta a jeho nástupcem se stal Klement Gottwald.
V září 1948 byl schválen Zákon o táborech nucené práce. Tábory nucené práce byly zřízeny při uranových dolech (Vojna u Příbrami, Rovnost, Svornost, Bratrství u Jáchymova). 10. října byl vyhlášen Zákon na ochranu lidově demokratické republiky. Byly též zřízeny pomocné technické prapory pro politicky nespolehlivé jedince jako kulaky, kněze, západní letce atd. Odhaduje se, že jimi prošlo asi 22 tisíc lidí.
Sérií zákonů (zákony č. 114, 115, 118–126 a 311 Sb.) vydaných v roce 1948 byla provedena druhá vlna znárodňování podniků v době mezi 27. říjnem a 1. listopadem 1948. Komunistický režim nadále důsledně označoval 28. říjen nikoli za den vzniku Československa, ale za Den znárodnění.
V roce 1949 propukl konflikt s církvemi: 10. května 1949 ztroskotalo jednání Josefa Berana s Alexejem Čepičkou o církevních školách, v srpnu 1949 byl vydán církevní dekret o exkomunikaci komunistů.
Režim plánovitě likvidoval své politické odpůrce, náboženské představitele a nekomunistickou inteligenci, omezoval vyšší vzdělání na politicky spolehlivé jedince. Původní společenské organizace, jako Junák, Sokol nebo Orel, byly označeny za buržoazní a zakázány.
Zejména v prvních letech po převratu docházelo k vykonstruovaným procesům, které byly zaměřeny proti potenciální opozici (Heliodor Píka, Milada Horáková), ale i proti členům strany (Rudolf Slánský). Velmi tvrdé byly i zásahy proti nestraníkům a dalším odbojovým skupinám.
Dne 5. listopadu 1949 byly vykonány tresty smrti nad představiteli skupin nestraníků Vratislavem Polesným, Vratislavem Jandou, Josefem Charvátem, Emanuelem Čančíkem, Květoslavem Prokešem a Jaroslavem Borkovcem odsouzenými v souvislosti s přípravou údajného květnového protikomunistického povstání v roce 1949.
Represe a militarizace zesílily v roce 1950. V dubnu 1950 nastoupil Alexej Čepička na ministerstvo národní obrany. Podle sovětských vzorů vzniklo samostatné ministerstvo národní bezpečnosti. Za první velký důsledně inscenovaný proces lze považovat proces se skupinou Milady Horákové v květnu a červnu 1950. Represe dosáhly vrcholu v listopadu 1952, kdy byl inscenován proces se Slánským. V politických procesech bylo asi 83 tisíc odsouzených. Trest smrti v období 1949–1953 dostalo 233 osob, z toho 178 bylo popraveno. Jak vyšetřila později Pillerova komise, o všech rozsudcích smrti v politických procesech rozhodovaly stranické orgány.
K velkým změnám došlo v hospodářství, které bylo budováno centrálně podle sovětského vzoru. Důraz byl kladen na těžký průmysl, a to hlavně zbrojní.
Začala industrializace Slovenska. V roce 1949 byla vyhlášena první pětiletka (1949–1953), ve které byl rozvíjen těžký průmysl na úkor spotřebního, také byl vydán zákon o JZD a začala být prosazována kolektivizace zemědělství, mnohdy pod nejrůznějším nátlakem. Jako rezervoár nucené práce sloužily Pomocné technické prapory a vězeňské tábory.
Koncem 40. let došlo k jugoslávsko-sovětské roztržce a v roce 1950 propukla korejská válka. Stalin chtěl posílit válečnou výrobu a předejít ve východním bloku jugoslávskému scénáři. V únoru 1951 KSČ tedy zásadně změnila plán s cílem posílit těžký průmysl a zrychlit tempo růstu na úkor lehkého a spotřebního průmyslu a mechanizace zemědělství. To se ale nakonec ukázalo nad možnosti ekonomiky. Velké investiční celky lákaly dělníky vysokými mzdami, které ale nebylo za co utratit; to vedlo k inflaci.
V březnu 1953 zemřeli krátce po sobě Stalin i Klement Gottwald; novým československým prezidentem byl zvolen Antonín Zápotocký. Ke zmírnění napětí mezi supervelmocemi přispělo příměří v korejské válce (27. července 1953).
V důsledku preference těžkého a vojenského průmyslu se v ČSR začaly stále více projevovat ekonomické problémy. Citelný byl nedostatek potravin a spotřebního zboží, doléhala bytová krize. Rolníci byli poškozováni nízkými výkupními cenami a tím, že dosavadní kolektivizace probíhala bez investiční pomoci státu. Od jara 1953 se rozpadala družstva (zcela se jich rozpadlo 177), do června 1954 se 29 % družstevníků vrátilo k soukromému hospodaření.
1. června 1953 proběhla měnová reforma, kterou režim směnil staré koruny za nové v poměrech 1:5 pro menší obnosy a 1:50 pro větší obnosy. Současně byl zrušen přídělový systém. Toto znehodnocení měny postihlo široké vrstvy pracujících. Životní náklady vzrostly po reformě o 29 %, ale mzdy jen o 4,5 %. Následovala silná vlna protestů, do nichž se zapojilo 32 000 dělníků ve 129 podnicích; největší z nich bylo Plzeňské povstání.
V září 1953 došlo v pětiletém plánu k zásadnímu obratu od těžkého průmyslu ke spotřebnímu zboží a zemědělské technice. Byly také zmírněny postihy účastníků demonstrací po měnové reformě. Vykonstruované procesy ale pokračovaly i v letech 1953 a 1954: Osvald Závodský (popraven), B. Kopold (armáda), Marie Švermová (proces s krajskými tajemníky), Gustáv Husák (proces s buržoazními nacionalisty), J. Goldmann (ekonomové).
V září 1953 se stal prvním tajemníkem ÚV KSČ Antonín Novotný, který se 19. listopadu 1957 stal i prezidentem Československa. Zhruba od roku 1954 se dařilo dosáhnout ekonomické stabilizace. 2. pětiletka probíhala v letech 1956–1960 poměrně úspěšně, ale nerealisticky naplánovaná 3. pětiletka (1961–1965) musela být v roce 1962 zrušena. Orientace na Sovětský svaz se projevila také v založení zvláštní Vysoké školy ruského jazyka (VŠRJ, později VŠRJL), která měla za cíl rozšiřovat řady znalců „jazyka Lenina a Stalina“ (zrušena v akademickém roce 1959/60).
V roce 1956 nové vedení KSSS v SSSR na XX. sjezdu KSSS odsoudilo kult Stalinovy osobnosti (monumentální Stalinův pomník v Praze na Letné byl v té době hotový teprve necelý rok; odstřelen byl v roce 1962). Krize centralistických metod řízení vedla v letech 1956 a 1957 k diskusi o ekonomické reformě (Dolanský, Goldmann, Rozsypal), ta ale přinesla jen dílčí změny. Ke zlepšení situace došlo v zemědělství: koncem 2. pětiletky obhospodařovala 88 % půdy JZD. Od roku 1959 platil nový výkupní systém a vyšší výkupní ceny; rovněž pokrok v mechanizaci přinesl růst zemědělské výroby a stabilizaci JZD.

### 1960–1970

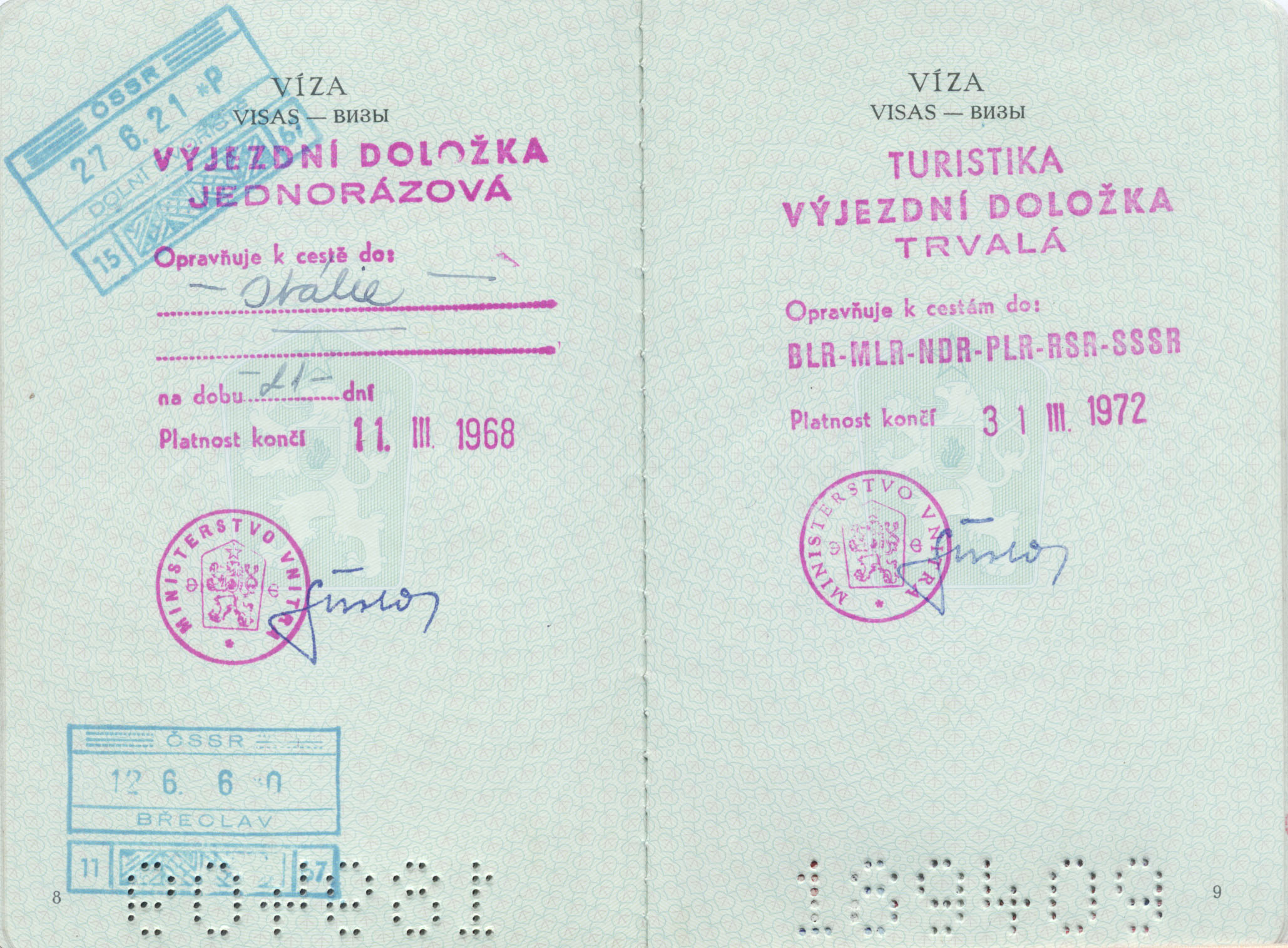
Výjezdní doložka byla udělena žadateli po přihlédnutí ke zprávám od tzv. uličních výborů, od komunistické buňky na žadatelově pracovišti apod. I tato forma cestování ovšem v první polovině 60. let byla pokrokem

#### Nová ústava
Ústava Československé socialistické republiky z roku 1960 zavedla nový název státu (Československá socialistická republika), nové státní symboly, zakotvila jako státní zřízení socialismus a vedoucí úlohu KSČ. Zesílila centralizaci a prakticky zrušila existující (i tak velmi omezenou) autonomii Slovenska.

#### Politické uvolnění
Po období stalinismu (a odsouzení kultu osobnosti) tuhého režimu v letech padesátých nastala jistá změna; krátké období chruščovovského tání po Stalinově smrti vedlo i k uvolnění v tehdejší ČSSR. Došlo k uvolnění mnohých tehdejších regulí, na základě prezidentské amnestie bylo propuštěno mnoho politických vězňů. Na druhé straně i v této době byly nové rozsudky vynášeny a např. arcibiskupu Beranovi byl znemožněn návrat do republiky (1965).
Hospodářsky se zemi také dařilo, 60. léta vůbec jako celá lze charakterizovat obdobím ekonomického růstu v celé Evropě, východní blok nevyjímaje. Nutno však přiznat, že v roce 1963, po naprostém nedostatku některého zboží a „neplnění plánu“, musela být zrušena III. pětiletka.

#### Pražské jaro
Předzvěstí pražského jara byl sjezd spisovatelů v roce 1967 a násilně potlačená demonstrace „Chceme světlo!“ vysokoškolských studentů na podzim 1967. Postupné uvolňování poměrů vedlo k tomu, že v lednu 1968 vystřídal ve funkci prvního tajemníka KSČ Antonína Novotného Alexandr Dubček. A. Novotný v březnu podal demisi i na funkci prezidenta; v tomto úřadu jej po krátké pauze nahradil Ludvík Svoboda.
Reformy pražského jara byly pokusem uvolnit režim a urychlit proces demokratizace. Tato politika však vzbudila odpor některých členů KSČ, vedla k sepsání zvacího dopisu zaslaného komunistickým kruhům v Moskvě, na základě nějž byla nařízena invaze států Varšavské smlouvy do Československa od noci 20. srpna 1968, oficiálně nazvaná „bratrská internacionální pomoc“. Tím od 21. srpna 1968 skončily v Československu naděje na „socialismus s lidskou tváří“. Tehdejší reformní komunističtí českoslovenští politici (Alexander Dubček a další), po odvlečení do Moskvy, nátlaku ustoupili.
Okupace vedla zpočátku k velkému odporu veřejnosti, ten však časem polevil a nevyústil v žádné ústupky režimu; Československo se muselo smířit s „dočasnou“ přítomností vojsk SSSR, méně početná vojska ostatních „spřátelených“ lidově-demokratických zemí byla stažena krátce po invazi, nejrychleji již během postupu vojska NDR, aby nevyvolávala asociace s obsazením ČR roku 1939. Srpnová okupace změnila zcela pohled československé veřejnosti na Sovětský svaz; nyní byli Sověti vnímáni jako okupanti; ne již osvoboditelé z roku 1945. Československo-sovětské přátelství, tolik oficiálně proklamované, se pro většinu stalo prázdnou frází charakterizující tehdejší dobu.
Po srpnu 1968 začaly stranické čistky, do října 1970 bylo prověřeno 1 508 326 členů KSČ, 67 147 bylo vyloučeno, 259 670 bylo členství zrušeno. Počet členů KSČ klesl o 28 %, na 1 217 246.
V podnicích, na školách, v divadlech i v jiných institucích byly organizovány podpisové akce, které měly vyjádřit souhlas s pobytem vojsk Varšavské smlouvy na území Československa. Lidi, kteří nepodepsali, byli různě perzekvováni – byl jim znemožněn kariérní postup, neudělena vědecká hodnost, odebrány odměny a podobně.[zdroj?]

#### Federalizace
1. ledna 1969 se Československo stalo formálně federací dvou formálně svrchovaných států, České socialistické republiky a Slovenské socialistické republiky. Přesto přetrvaly jisté paradoxy – např. slovenský komunista se členstvím v KSS (Komunistické straně Slovenska) automaticky stal členem KSČ, ovšem v ČSR adekvátní republikový stupeň strany vůbec neexistoval.

#### Normalizace
Termín normalizace pochází z Moskevského protokolu, prohlašujícího faktickou kapitulaci ČSSR, zakládajícího okupační režim a podepsaného 27. srpna 1968. První výročí okupace připomenuté veřejným sebeupálením Jana Palacha a následovníků přineslo nakrátko opět zvýšení odporu obyvatelstva. S nástupem Gustáva Husáka do čela KSČ však nastalo dlouhé období tzv. normalizace započaté anulováním mimořádného sjezdu KSČ z roku 1968 a přijetím takzvaného Poučení z krizového vývoje. Byla zavedena tuhá cenzura. Z komunistické strany bylo vyloučeno 327 000 lidí. O práci přišlo asi 350 000 lidí, z vedoucích míst museli odejít lidé s liberálními názory, mnoha mladým lidem nebylo z kádrových důvodů umožněno studium. Útlak byl však uplatňován mírnějšími nebo skrytějšími metodami než v 50. letech.
Po okupaci vojsky Varšavské smlouvy v roce 1968 odešla třetí vlna Čechů a Slováků do emigrace. Až do podzimu roku 1969 byly hranice poměrně otevřené, což emigraci usnadnilo. Odhadem odešlo z ČSSR v letech 1968–1969 více než 80 000 lidí.

### 1970–1980

#### Politika

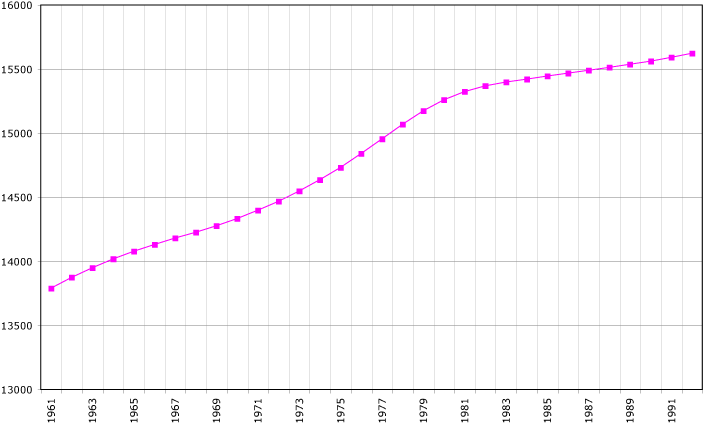
Počet obyvatel Československa v letech 1961 až 1991

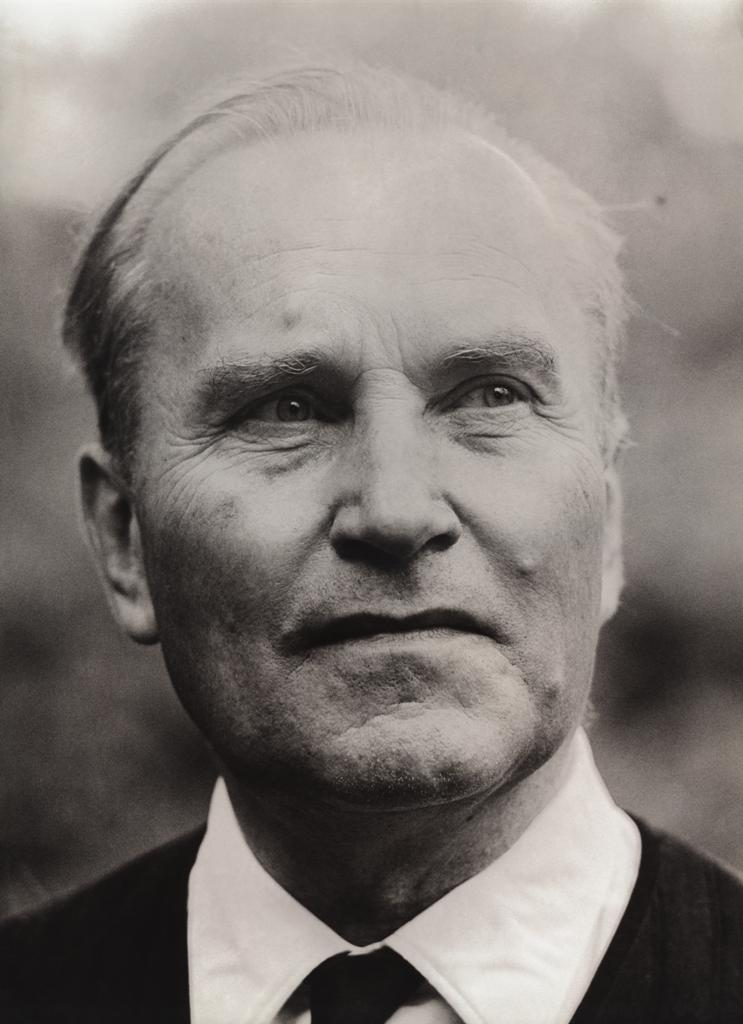
Jeden z prvních mluvčích Charty 77 Jan Patočka zemřel po mnohahodinovém výslechu Státní bezpečností.

V roce 1975 byl zbaven moci prezident Ludvík Svoboda a na jeho místo nastoupil Gustáv Husák, jenž si podržel i funkci generálního tajemníka ÚV KSČ. Pomalu rostl vliv disentu a nevládních organizací, mezi které patřila například Charta 77. Ta poukazovala na porušování lidských práv v zemi, k nimž se vláda ČSSR zavázala na mezinárodních konferencích. Persekuce odpůrců režimu sice nenabývala tak drastických podob, jako tomu bylo v 50. letech, přesto znamenala normalizace 70. let výrazné utužení totalitní moci v porovnání s 60. léty.
Režim proti těmto organizacím bojoval, například zorganizováním tzv. Anticharty, prohlášením umělců, kteří svým podpisem oficiálně vyjádřili podporu tehdejšímu režimu, a také vězněním. Několik lidí za své názory zaplatilo životem – například českobudějovický biskup Josef Hlouch zemřel dne 10. června 1972 poté, co byl předchozí den ztýrán příslušníky StB za aktivní účasti krajského církevního tajemníka; podobně dopadl v roce 1974 kardinál Štěpán Trochta, ztýraný krajským církevním tajemníkem přímo v budově Litoměřického biskupství.  Dalšími známými oběťmi byli filozof Jan Patočka, který zemřel v březnu 1977 po několikahodinovém hrubém výslechu.
Naprostá většina společnosti zůstávala politicky v pasivitě a navenek vystupovala plně v souladu s režimem (aktivní účast na prorežimních prvomájových demonstracích, prakticky 100 % účast při volbách kandidátů Národní fronty, zapojení mládeže v socialistických organizacích, organizace Spartakiád atd.).

#### Ekonomika
Hospodářství zaznamenalo v první polovině 70. let poměrně vysokou dynamiku růstu, která se však v závěru této dekády postupně snižovala. Tyto počáteční hospodářské úspěchy umožnily vedení státu prosadit řadu pozitivních opatření v sociální oblasti, především v politice podpory rodiny, které nastartovaly vysokou míru porodnosti (kulminace v roce 1974). Československo však dosáhlo i dalších úspěchů. Začala se budovat dálniční síť, metro, přehrady, velká panelová sídliště a v roce 1978 letěl první československý kosmonaut Vladimír Remek na palubě sovětské kosmické lodi do vesmíru. V zemědělství byla dokončena kompletní mechanizace a ve výrobě základních potravin se země stala plně soběstačnou. Další důležitou otázkou se stalo dokončení industrializace Slovenska – na východě republiky se budovaly rozsáhlé průmyslové komplexy. Ve výrobě hrál stále velkou roli těžký průmysl, připravený na možnou válečnou výrobu. Vzhledem k tomu, že v rámci RVHP se nepodařilo v dostatečné míře realizovat specializaci výroby mezi jednotlivými socialistickými státy, byla ekonomika ČSSR nucena vyrábět velmi široký sortiment zejména strojírenské produkce, aby nemusela tyto výrobky dovážet za devizy z kapitalistických zemí. To nutně vedlo k tomu, že nebylo možno udržovat vysoký technický standard výroby u tolika položek a přispělo to, mimo jiných vlivů, k dalšímu zaostávání technických parametrů výroby za světovou konkurencí.

### 1980–1990

#### Stagnace

Mapa ČSSR

V osmdesátých letech se začala projevovat hospodářská stagnace, ale i společenský a kulturní úpadek z let sedmdesátých. Zprůmyslnění bylo sice vysoké a zaměstnanost oficiálně absolutní, efektivita výroby však stále více zaostávala za vyspělými tržními ekonomikami a technická úroveň produkce se relativně snižovala. Vláda se sice na počátku 80. let pokoušela vylepšit systém plánovaného hospodářství, šlo však pouze o kosmetické změny, které ve svém důsledku neměly zásadní dopad na zvyšování efektivity národního hospodářství. V některých oblastech docházelo k devastaci krajiny a životního prostředí, například v severních Čechách, na severní Moravě a ve Slezsku. Rozsáhlé plochy, které byly zdevastované již vysídlením Němců a následnou výměnou obyvatel v období po druhé světové válce, zcela ustoupily těžbě. Surovinově a energeticky byla země závislá na dodávkách ze Sovětského svazu, který byl jedním z jejich největších obchodních partnerů.

#### Perestrojka
Brutalita tajné policie kulminovala na počátku 80. let. Státní bezpečnosti je připisována záhadná smrt křesťanského aktivisty a mladého disidenta Pavla Švandy, který byl v říjnu 1981 po srpnové návštěvě svého strýce kardinála Tomáše Špidlíka v Římě nalezen mrtvý v propasti Macocha.
Po uvolnění poměrů uvnitř Sovětského svazu a prosazení perestrojky v druhé polovině osmdesátých let začalo i vedení Komunistické strany Československa hledat způsob, jak zlepšit situaci doma. V hospodářské oblasti bylo potřeba zejména zvýšit tempo hospodářského růstu, který na počátku 80. let zaznamenal stagnaci, a upevnit obchod se zeměmi západní Evropy. Růst ekonomiky se sice po zbytek 80. let podařilo obnovit, ale v tempech, která neodpovídala očekávání.
S uvolňováním poměrů v Sovětském svazu v 80. letech a nástupem perestrojky a glasnosti se i v ČSSR začalo mluvit o nutnosti přestavby a demokratizace. Z funkcí byli odvoláni generální tajemník ÚV KSČ Gustáv Husák a předseda vlády Lubomír Štrougal (nahradili je Miloš Jakeš a Ladislav Adamec), ale skutečných změn bylo málo. Koncem 80. let o něco ubylo policejních represí a lidé se přestávali bát dát najevo svůj nesouhlasný názor. Za poslední lidskou oběť komunistického režimu v ČSSR je považován Pavel Wonka, který zemřel v roce 1988 ve vězení na následky špatného zacházení a zanedbání péče.

#### Pád režimu
V listopadu 1989 proběhla i v ČSSR demokratická revoluce, čímž se socialistické Československo přidalo, jako poslední stát střední Evropy, k demokratizačnímu procesu a otevřelo se okolnímu světu (sametová revoluce začala až 17. listopadu a hranice se otevřely 4. prosince, tedy jako poslední – v Maďarsku padl komunistický režim již 23. října a hranice se dokonce otevřely o dva měsíce dříve, v Polsku začaly změny již prvními svobodnými volbami 4. června 1989 a v NDR padly hranice (a s nimi i samotný režim) pádem berlínské zdi 9. listopadu) a země se vydala na cestu k demokracii a tržnímu hospodářství. Dne 29. prosince 1989 byl Federálním shromážděním jednomyslně ve Vladislavském sále Pražského hradu zvolen prezidentem Václav Havel. Zákon o protiprávnosti komunistického režimu a o odporu proti němu z roku 1993 posléze komunistický režim, panující v Československu od 25. února 1948 do 17. listopadu 1989, prohlásil za zločinný, nelegitimní a zavrženíhodný.

## Oběti

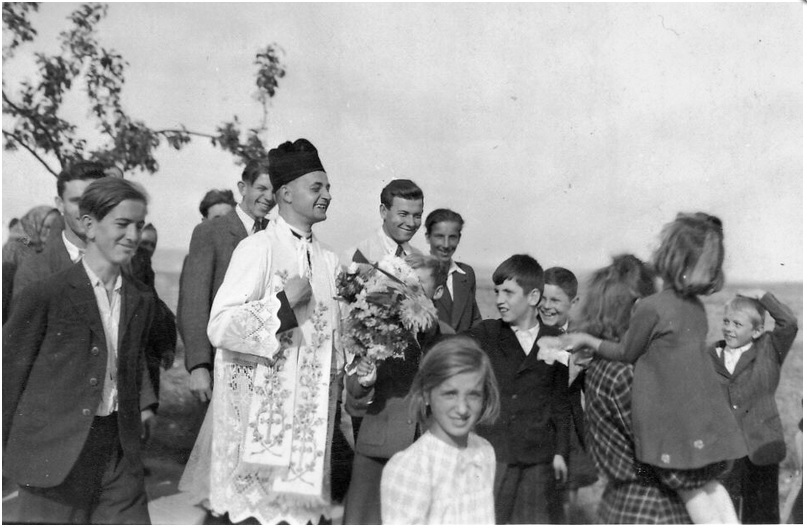
Jan Bula mezi dětmi při pouti. Kněží ovšem měli zákaz působit na mládež

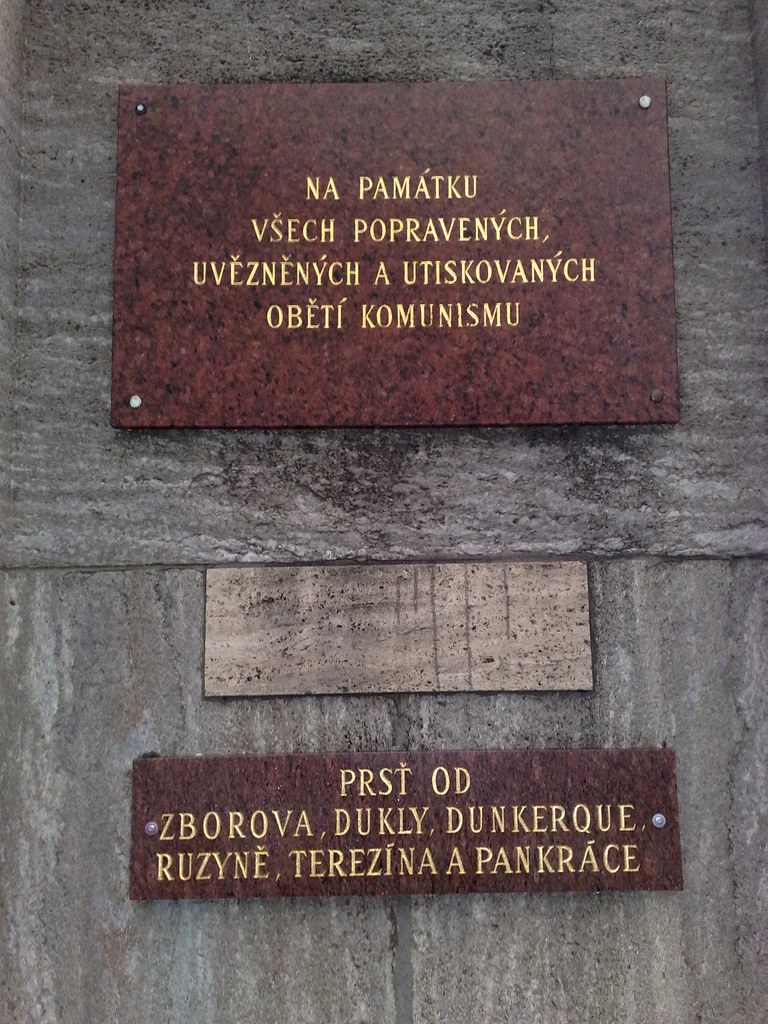
Památník obětem komunistického režimu v Teplicích

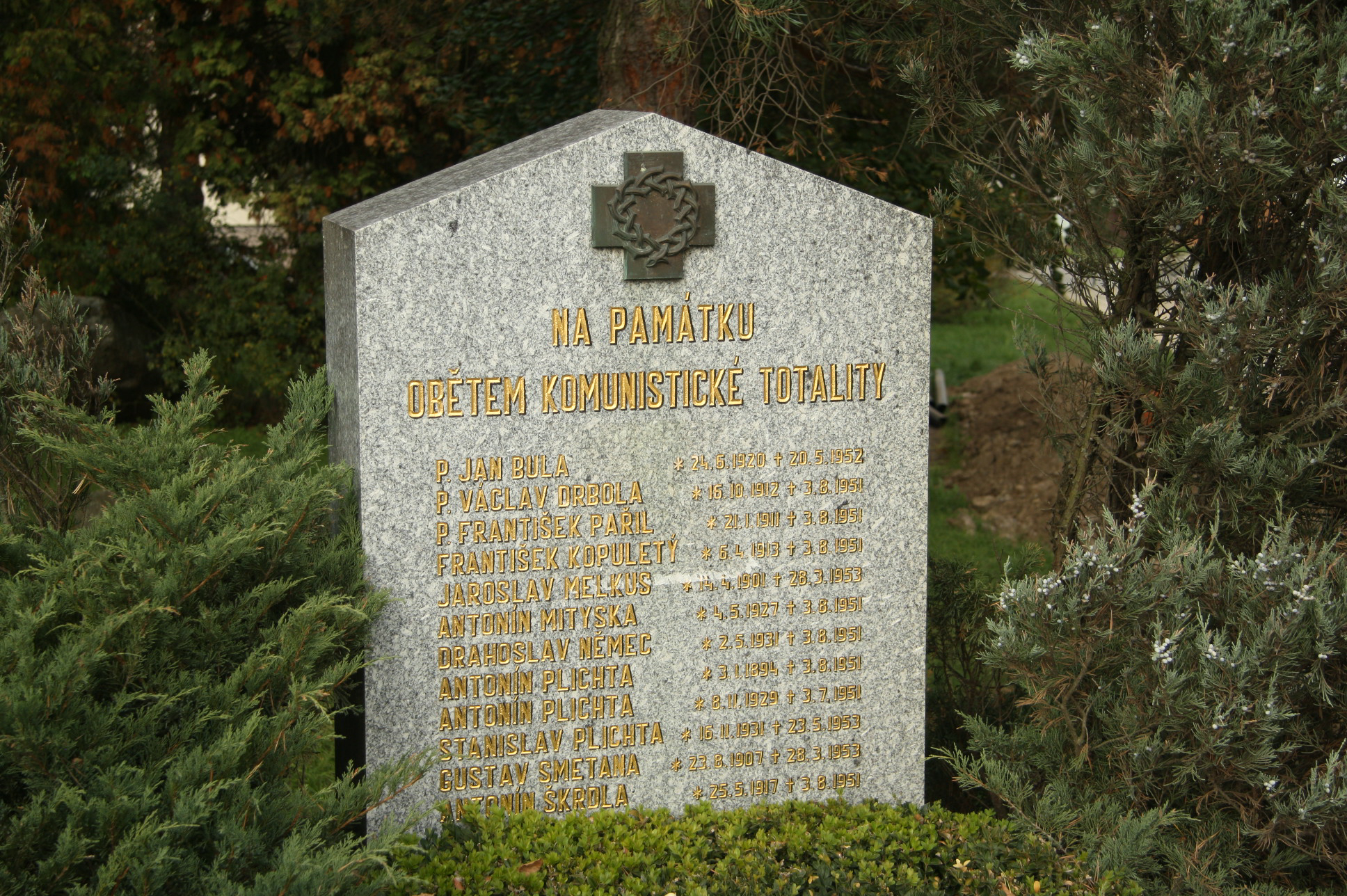
Památník obětem komunismu v Třebíči

Podle ÚDV bylo v průběhu komunistického režimu v Československu popraveno pro politické trestné činy 248 osob (247 mužů a Milada Horáková), asi 8000 osob zemřelo ve vězení a 450 při pokusu uprchnout přes železnou oponu. Na hranicích umírali při výkonu služby také členové Pohraniční stráže – celkem jich v letech 1948–1989 bylo 654, z toho většina nehodou, sebevraždou či zastřelením kolegou. Pouze deset jich zemřelo při přestřelkách s uprchlíky.
Do vězení bylo z politických důvodů odsouzeno přes 205 000 lidí, do táborů nucených prací bylo bez soudu zařazeno asi 20 000 lidí a do Pomocných technických praporů z politických důvodů asi 22 000 osob. Do zahraničí uprchlo v letech 1948–1987 170 938 občanů.[zdroj?] ÚDV zdůrazňuje, že čísla nejsou konečná, mnoho materiálů se dosud nepodařilo zpracovat nebo prostě zmizelo, navíc statistiky nezahrnují některé nezákonné internace, utajené vraždy a lidi zemřelé na následky věznění po propuštění – lze předpokládat, že skutečné počty obětí jsou vyšší a že dosud uveřejněná čísla mohou být ještě upravena směrem nahoru. Dále bylo podle Ústavu pro studium totalitních režimů jen v letech 1948–1953 uvězněno asi 200 mladistvých.
Mnoho lidí z politických nebo náboženských důvodů nemohlo studovat, bylo vyhozeno ze školy nebo ze zaměstnání (tyto čistky probíhaly zejména v období stalinismu v 50. letech a poté v období normalizace v 70. letech).
Za přerušení nebo nenastoupení základní vojenské služby z náboženských důvodů režim uděloval tresty odnětí svobody a po jejich výkonu je nutil základní vojenskou službu dokončit. Na případné sebepoškozování frustrovaných vězňů ve věznicích pohlížel režim jako na maření úředního výkonu, které trestal dalším odnětím svobody, což vedlo k další frustraci, u některých až k sebevraždě.
Mezi osoby perzekvované komunistickým režimem patřili například filosof Jan Patočka, Ivo Tretera, katolický aktivista a soukromý zemědělec Augustin Navrátil, Dr. Gustáv Husák, Tomáš Halík, Petr Placák, Anastáz Opasek a mnoho dalších. Příběhy obyčejných lidí zachycuje projekt Paměť národa zajišťovaný především organizací Post Bellum. Obětí komunistického režimu se stali i někteří jeho bývalí prominenti – jedním z těch, kteří byli dokonce popraveni, byl Rudolf Slánský.

## Kultura

### Komunistická indoktrinace
Když se v Československu v roce 1948 chopili moci komunisté, snažili se svojí ideologií indoktrinovat všechny vrstvy a veškerá prostředí společnosti, nevyjímaje ani vysoké školy. Tomu odpovídal i Zákon č. 58/1950 Sb. o vysokých školách, přijatý Národním shromážděním dne 18. května roku 1950. Text zákona měl být projevem „úsilí o rozvoj vědy a umění pro budování socialismu“, přičemž úkolem vysokých škol mělo být „vychovávat odborně i politicky vysoce kvalifikované pracovníky, věrné lidově demokratické republice a oddané myšlence socialismu“.:s.148 Na příslušných školeních bylo pedagogům vštěpováno „vychovávat mladou vysokoškolskou generaci v duchu marxistických idejí!“ Proto se měl na vysokých školách výklad marxismu‑leninismu zaměřit „přímo proti náboženským názorům“, aby „odhaloval nevědeckost a lživost náboženství“.:s.149

### 1948–1958
Komunisté převzali sovětský vzor jednotného, stupňovitého a centrálního řízení kultury, který zajišťoval společenskou kontrolu i masovou produkci požadovaného socialisticko-realistického umění. Pojem socialistický realismus zazněl poprvé na sjezdu moskevských spisovatelů roku 1932 a o dva roky později ho jako směrodatný ideologický program formuloval Andrej Ždanov. Pro české umělce byla metoda socialistického realismu vyhlášena Václavem Kopeckým na sjezdu KSČ roku 1949. Ždanovovy zásady přitom nebyly jasně vymezeny a československý komunistický režim je zneužíval podle potřeby k šikanování umělců a zasahování do estetické podoby uměleckých děl.
Odborné výtvarné časopisy byly na přelomu let 1948–1949 většinou zrušeny a výtvarnické spolky byly počátkem 50. let zakázány a jejich majetek konfiskován. Výtvarné umění organizovala krajská střediska Svazu československých výtvarných umělců, kde byli umělci sdruženi podle bydliště. Podle instrukcí z centra středisko vybíralo autory k účasti na tematické úkolové akci, soutěži, stipendiu nebo výstavě a autor musel předkládat svůj plán práce. Ten byl předán centru k posouzení a schválen k realizaci. Během realizace díla probíhala politická školení umělců a při významných zakázkách se konaly průběžné diskuse svazových funkcionářů a politických činitelů, kteří měli moc ovlivnit výslednou podobu díla. Při opakovaném neúspěchu ve schvalovacím řízení hrozilo umělci vyloučení z organizace a ztráta možnosti obživy tvůrčí činností, což v tehdejším právním systému znamenalo zapojení do výroby. Výhradní právo k prodeji a nákupu uměleckých děl mělo družstvo Tvar. Svaz, který po založení patrně vedl sochař Karel Pokorný, vydával od července 1949 pouze Výtvarnický věstník. Nakladatelství Orbis bylo podřízeno Svazu a časopis Výtvarné umění se orientoval na propagaci sovětského pojetí socialistického realismu. Svaz organizoval program "Kultura výrobě", ve kterém vysílal umělce do továren a na vesnice, aby zde probudili masový zájem o kulturu a zajistili "plánování kultury".

## Běžný život

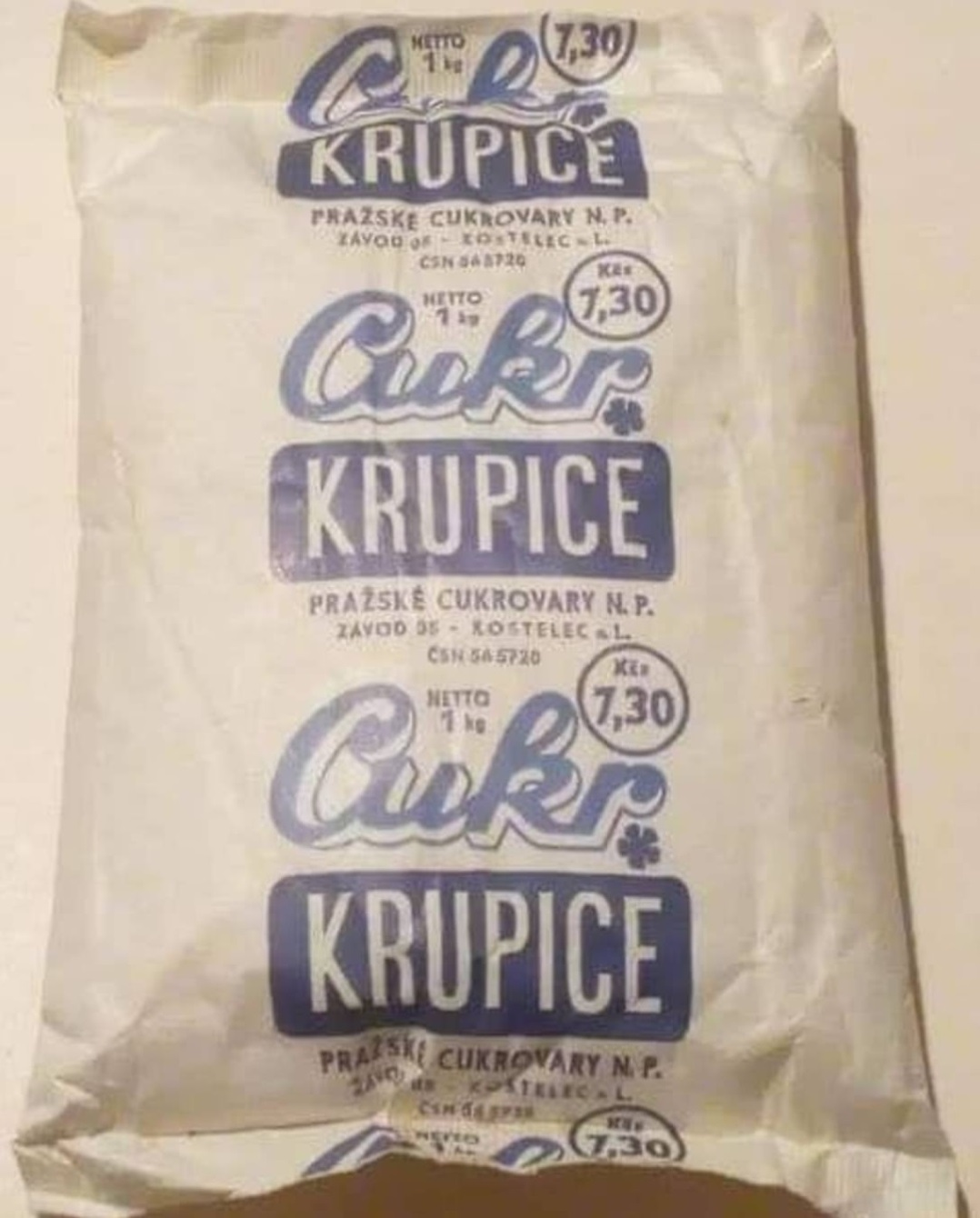
Balení cukru krupice vyrobené v roce 1980

Podmínky se v různých obdobích značně lišily. Po období stalinského teroru (1949–1957) následovala postupná liberalizace (1958–1968). Po sovětské okupaci následovala "normalizace", kdy se občanské svobody opět silně omezily. Po nástupu Gorbačova opět docházelo k mírnému uvolnění.
Běžný život postihovala mnohá omezení, na druhou stranu byly zaručeny některé sociální jistoty, jako jistota práce a peněz, získání firemního bytu, bezúročných půjček atd. Vzhledem k hrozícím restrikcím byla omezena některá základní lidská práva, například svoboda politického nebo náboženského přesvědčení, svoboda slova nebo právo se shromažďovat či právo na vzdělání. Ve sdělovacích prostředcích a veřejném životě obecně byla uplatňována cenzura. Dále byla omezena možnost cestovat. V osmdesátých letech stagnovala životní úroveň, zvětšoval se rozdíl mezi životní úrovní v Československu a životní úrovni na západě (západních zemích). V hospodářství byl v 50. letech důraz na těžký průmysl a kvalita služeb stála v pozadí. Byl velký problém sehnat kvalitního řemeslníka a přitom povolení soukromých řemeslníků často nepřicházelo v úvahu, zákony to často neumožňovaly. Mezi lidmi se z nouze rozmohlo kutilství všeho druhu. Nedostatkoví řemeslníci si přivydělávali nelegální prací (označovanou jako melouch nebo fuška), což se částečně tolerovalo, protože stát sám nedokázal služby zajistit. Lidé také utíkali na své chaty a chalupy, proto je v Česku velmi rozvinuté chataření neboli chalupářství a tramping (srov. vnitřní emigrace). S tím je spojeno i v zahraničí zpravidla ne tak rozšířené houbaření či vodáctví.

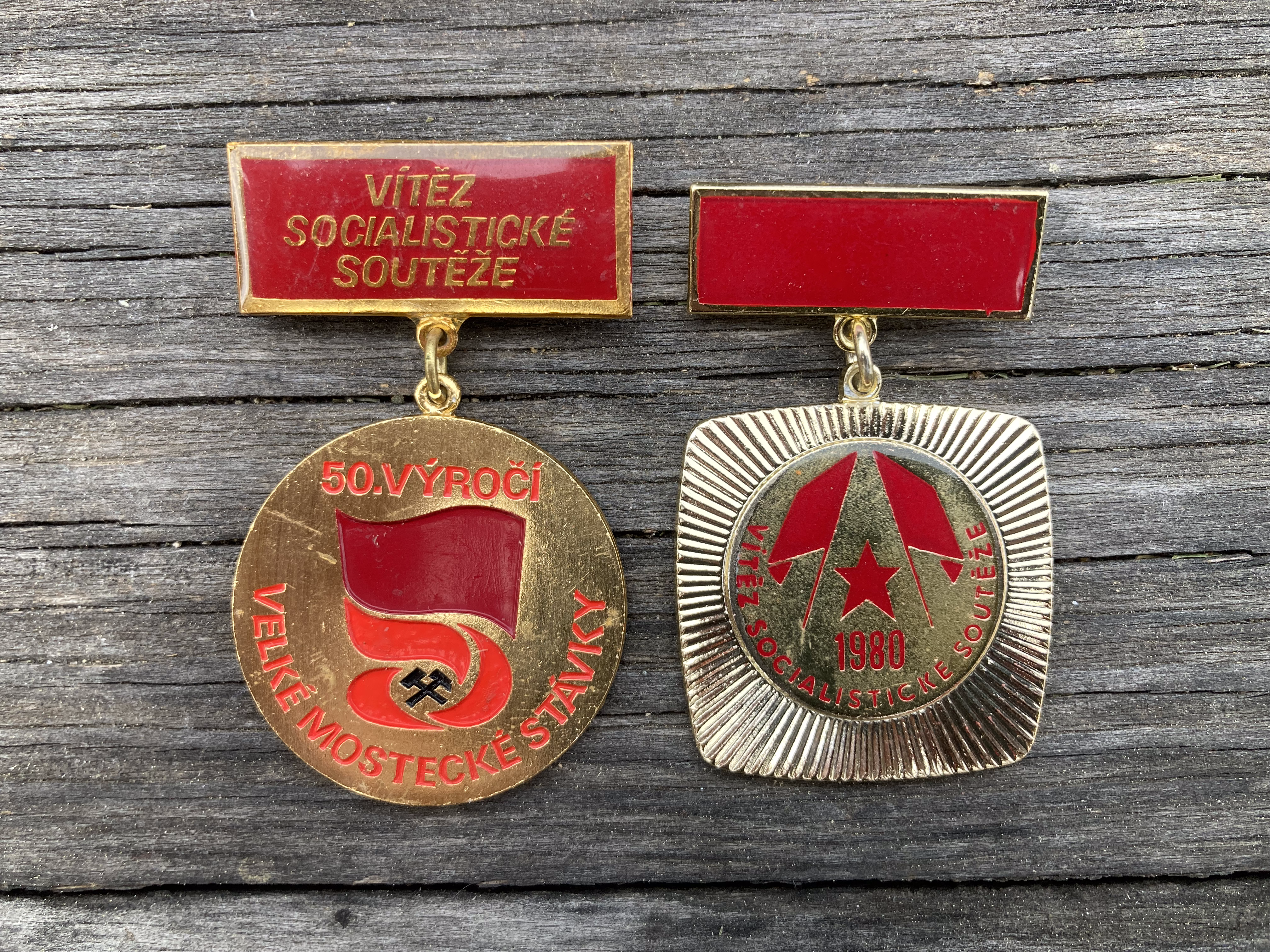
Ukázka medailí z 80. let - jedna odkazuje na stávku Mosteckých horníků, která proběhla v roce 1932.

Byli vyzdvihováni horníci a hutníci. Plat horníka byl například výrazně vyšší než plat lékaře. Režim prosazoval politiku ekonomického rovnostářství – nebyly velké rozdíly v platech,[zdroj?] což snižovalo efektivitu práce. Mnohé zboží bylo nedostatkové a stály se na něj dlouhé fronty (typicky banány, maso, ale i např. fotografické zboží), zboží ze západního bloku se často vůbec neprodávalo. Jeho část byla k dostání v Tuzexu, kde se nakupovalo výhradně za speciální poukázky – bony, které se z velké části daly získat jen na černém trhu. Udržovala se umělá zaměstnanost, jelikož nezaměstnanost byla nezákonná (trestný čin příživnictví, postižitelný odnětím svobody). Vyžadovala se politická angažovanost širokých mas (prvomájové průvody, Svazarm, spartakiády, příp. přímo členství v KSČ, kterým se často podmiňoval kariérní postup). Volný trh byl značně omezen[zdroj⁠?!], ceny byly určeny v celé republice stejné na základě centrálně plánovaného hospodářství, jež se plánovalo nejdříve ve dvouletém (dvouletý hospodářský plán, 1947–1948) a později v pětiletých cyklech (pětiletkách, 1949–1990). Sovětský svaz, ač v mnoha aspektech výrazně zaostalejší, byl představován jako politický a kulturní vzor. Po sovětském vzoru byla reorganizována akademie věd, byla zavedena řada titulů za zásluhy (nejrůznější řády a medaile), v akademické oblasti titul kandidát věd. Ruština se stala prvním (a v důsledku toho nejrozšířenějším) cizím jazykem. Proměnil se jazyk obecně užívaného diskurzu; v jazyce začínala být častější slova jako soudruh (od padesátých let povinně nařízené oslovení i ve školách[zdroj?]), závazek, imperialistický, buržoazní, marx-leninský, tajemník.

## Disent, kontrakultura, underground
Život, který nemohl být projevován veřejně, byl odbýván tajně, často v soukromých bytech – vzdělávání vedené perzekvovanými bývalými vyučujícími vyhozenými z vysokých škol a jinými vzdělanci se říkalo bytové semináře, v bytech se hrálo i tzv. bytové divadlo nebo byly slouženy tajné bytové mše, zejména členy tajné, tzv. podzemní církve. Významným centrem disentu byl například byt rodiny Němcových v Praze (Ječná 7) nebo Havlova chalupa na Hrádečku. Pojem underground se pojí zejména s hudbou (dále také viz český underground). Neoficiální literatura vycházela buď potají (samizdatová literatura), nebo v zahraničí (exilová literatura).

## Zpravodajství a jazyk
Zpravodajství bylo prostředkem propagandy a nezřídka přehlídkou klišé. Například, když v 50. letech JZD splnilo a překročilo dodávku brambor, „zasadilo tím další ránu válečným paličům a štváčům“. Honorifikační křestní jména jako Vladlen (Vladimir Lenin), Marlen (ze slov Mar(x)+Len(in) (vedle toho existuje i jméno Marlena, které vzniklo pravděpodobně ze jména Magdaléna) se vyskytovala spíše ojediněle; v Sovětském svazu byl tento fenomén mnohem výraznější (např. jména Энгелен (Engelen) nebo Сталина (Stalina)) (Stalina je doložena i z NDR). Jazyku československé komunistické totality se věnuje článek nejazykovědce chemika Otto Exnera v časopise Naše řeč (1992), kniha Petra Fidelia Řeč komunistické moci (1998, 2002, 2016)  nebo Slovník komunistické totality. Totalitní češtině je věnováno také heslo v Novém encyklopedickém slovníku češtiny.